# Bamna
Bamna è un sottodistretto (upazila) del Bangladesh situato nel distretto di Barguna, divisione di Barisal. Si estende su una superficie di 101,05 km² e conta una popolazione di 65.965 abitanti (dato censimento 1991).